# Synaphosus turanicus
Espèce
Synaphosus turanicus est une espèce d'araignées aranéomorphes de la famille des Gnaphosidae.

## Distribution
Cette espèce se rencontre en Asie centrale, en Azerbaïdjan et en Géorgie.

## Description
Le mâle holotype mesure 3,65 mm et la femelle paratype 3,25 mm.

## Systématique et taxinomie
Cette espèce a été décrite par Ovtsharenko, Levy et Platnick en 1994.

## Étymologie
Son nom d'espèce lui a été donné en référence au lieu de sa découverte, le Touran.

## Publication originale
- Ovtsharenko, Levy & Platnick, 1994 : « A review of the ground spider genus Synaphosus (Araneae, Gnaphosidae). » American Museum novitates, no 3095, p. 1-27 (texte intégral).